# Pomparippu
Pomparippu (en singhalais : පොම්පරිප්පු, en tamoul : பொன்பரப்பி poṉparappi) est un petit village du district de Puttalam, à l'ouest du Sri Lanka. C'est un lieu d'une grande importance historique. On pense que les urnes funéraires déterrées à cet endroit remontent à 200 ans avant notre ère,.